# Кенія на літніх Олімпійських іграх 1992
Кенія на літніх Олімпійських іграх 1992 року в Барселоні була представлена 49 спортсменами (40 чоловіками та 9 жінками) у 5 видах спорту: легка атлетика, бокс, дзюдо, стрільба та важка атлетика. Прапороносцем на церемонії відкриття Олімпійських ігор був легкоатлет Патрік Санг.
Країна ввосьме брала участь у літніх Олімпійських іграх. Кенійські олімпійці здобули 8 медалей — дві золотих, чотири срібних та дві бронзових, при чому у змаганнях в 3000 м з перешкодами серед чоловіків кенійці зайняли весь подіум. У неофіційному заліку Кенія зайняла 21 загальнокомандне місце.

## Медалісти
| Медаль | Спортсмен       | Вид спорту     | Дисципліна                     |
| ------ | --------------- | -------------- | ------------------------------ |
| Золото | Вільям Тануї    | Легка атлетика | 800 м, чоловіки                |
| Золото | Меттью Бірір    | Легка атлетика | 3000 м з перешкодами, чоловіки |
| Срібло | Річард Челімо   | Легка атлетика | 10000 м, чоловіки              |
| Срібло | Ніксон Кіпротіч | Легка атлетика | 800 м, чоловіки                |
| Срібло | Патрік Санг     | Легка атлетика | 3000 м з перешкодами, чоловіки |
| Срібло | Пол Біток       | Легка атлетика | 5000 м, чоловіки               |
| Бронза | Самсон Кітур    | Легка атлетика | 400 м, чоловіки                |
| Бронза | Вільям Мутуол   | Легка атлетика | 3000 м з перешкодами, чоловіки |

## Бокс
| Спортсмен        | Категорія   | 1/32                          | 1/16                           | Чвертьфінал        | Півфінал           | Фінал              |
| Спортсмен        | Категорія   | Суперник Результат            | Суперник Результат             | Суперник Результат | Суперник Результат | Суперник Результат |
| ---------------- | ----------- | ----------------------------- | ------------------------------ | ------------------ | ------------------ | ------------------ |
| Джеймс Ванене    | до 48 кг    | Роель Веласко (PHI) L 1:16    | не пройшов                     | не пройшов         | не пройшов         | не пройшов         |
| Бенджамін Нгаруя | до 54 кг    | Хав'єр Кальдерон (MEX) L 4:16 | не пройшов                     | не пройшов         | не пройшов         | не пройшов         |
| Нік Одоре        | до 67 кг    | Хосе Гусман (VEN) W RSCH-2    | Аркгом Ченглаї (THA) L 10:13   | не пройшов         | не пройшов         | не пройшов         |
| Джозеф Акгасамба | до 91 кг    | Bye                           | Кірк Джонсон (CAN) L RSC-2     | не пройшов         | не пройшов         | не пройшов         |
| Девід Аньїм      | понад 91 кг | Bye                           | Гітіс Юшкявічюс (LTU) L RSCI-2 | не пройшов         | не пройшов         | не пройшов         |

## Важка атлетика
| Спортсмен     | Категорія          | Ривок     | Ривок | Поштовх   | Поштовх | Разом | Місце |
| Спортсмен     | Категорія          | Результат | Місце | Результат | Місце   | Разом | Місце |
| ------------- | ------------------ | --------- | ----- | --------- | ------- | ----- | ----- |
| Абдалла Джума | до 60 кг, чоловіки | 100       | 29    | 115       | 28      | 215   | 28    |

## Дзюдо
| Спортсмен      | Дисципліна            | 1/64               | 1/32               | 1/16               | Чвертьфінал        | Півфінал           | Втішний раунд      | Фінал              | Фінал |
| Спортсмен      | Дисципліна            | Суперник Результат | Суперник Результат | Суперник Результат | Суперник Результат | Суперник Результат | Суперник Результат | Суперник Результат | Місце |
| -------------- | --------------------- | ------------------ | ------------------ | ------------------ | ------------------ | ------------------ | ------------------ | ------------------ | ----- |
| Джозеф Моманьї | до 65 кг, чоловіки    |                    |                    |                    |                    |                    |                    |                    | 36    |
| Майкл Одуор    | до 86 кг, чоловіки    |                    |                    |                    |                    |                    |                    |                    | 13    |
| Дональд Обуоге | понад 95 кг, чоловіки |                    |                    |                    |                    |                    |                    |                    | 9     |

## Легка атлетика
Трекові та шосейні дисципліни
| Кеннеді Ондієк                                                          | 100 м, чоловіки                | 10.60    | 4   | не пройшов | не пройшов | не пройшов | не пройшов | не пройшов    | не пройшов    |            |            |
| Симеон Кіпкембої                                                        | 200 м, чоловіки                | 21.57    | 5   | не пройшов | не пройшов | не пройшов | не пройшов | не пройшов    | не пройшов    |            |            |
| Кеннеді Ондієк                                                          | 200 м, чоловіки                | 21.04    | 3   | 20.86      | 4          | не пройшов | не пройшов | не пройшов    | не пройшов    |            |            |
| Самсон Кітур                                                            | 400 м, чоловіки                | 45.41    | 1 Q | 44.66      | 1 Q        | 44.18      | 2 Q        | 44.24         | 3             |            |            |
| Девід Кітур                                                             | 400 м, чоловіки                | 46.22    | 3 Q | 46.25      | 5          | не пройшов | не пройшов | не пройшов    | не пройшов    |            |            |
| Саймон Кембої                                                           | 400 м, чоловіки                | 45.84    | 1 Q | 45.40      | 4 Q        | 45.93      | 7          | не пройшов    | не пройшов    |            |            |
| Вільям Тануї                                                            | 800 м, чоловіки                | 1:47.02  | 1 Q | Н/Д        | Н/Д        | 1:46.59    | 1 Q        | 1:43.66       | 1             |            |            |
| Ніксон Кіпротіч                                                         | 800 м, чоловіки                | 1:47.45  | 1 Q | Н/Д        | Н/Д        | 1:46.02    | 3 Q        | 1:43.70       | 2             |            |            |
| Пол Еренг                                                               | 800 м, чоловіки                | 1:46.65  | 4 q | Н/Д        | Н/Д        | 1:49.90    | 8          | не пройшов    | не пройшов    |            |            |
| Йона Бірір                                                              | 1500 м, чоловіки               | 3:38.29  | 5 Q | Н/Д        | Н/Д        | 3:35.41    | 3 Q        | 3:41.27       | 5             |            |            |
| Джозеф Чесіре                                                           | 1500 м, чоловіки               | 3:44.06  | 1 Q | Н/Д        | Н/Д        | 3:39.43    | 3 Q        | 3:41.12       | 4             |            |            |
| Девід Кібет                                                             | 1500 м, чоловіки               | 3:36.32  | 1 Q | Н/Д        | Н/Д        | 3:35.82    | 5 Q        | 3:42.62       | 10            |            |            |
| Пол Біток                                                               | 5000 м, чоловіки               | 13:36.81 | 2 Q | Н/Д        | Н/Д        | Н/Д        | Н/Д        | 13:12.71      | 2             |            |            |
| Домінік Кіруї                                                           | 5000 м, чоловіки               | 13:24.21 | 4 Q | Н/Д        | Н/Д        | Н/Д        | Н/Д        | 13:45.16      | 14            |            |            |
| Джобс Ондієкі                                                           | 5000 м, чоловіки               | 13:31.88 | 4 Q | Н/Д        | Н/Д        | Н/Д        | Н/Д        | 13:17.50      | 5             |            |            |
| Річард Челімо                                                           | 10000 м, чоловіки              | 28:16.39 | 5 Q | Н/Д        | Н/Д        | Н/Д        | Н/Д        | 27:47.72      | 2             |            |            |
| Вільям Коеч                                                             | 10000 м, чоловіки              | 28:06.86 | 1 Q | Н/Д        | Н/Д        | Н/Д        | Н/Д        | 28:25.18      | 7             |            |            |
| Моузес Тануї                                                            | 10000 м, чоловіки              | 28:24.07 | 2 Q | Н/Д        | Н/Д        | Н/Д        | Н/Д        | 28:27.11      | 8             |            |            |
| Ібрагім Гусейн                                                          | марафон, чоловіки              | Н/Д      | Н/Д | Н/Д        | Н/Д        | Н/Д        | Н/Д        | 2:19:49       | 37            |            |            |
| Боніфацій Меранде                                                       | марафон, чоловіки              | Н/Д      | Н/Д | Н/Д        | Н/Д        | Н/Д        | Н/Д        | 2:15:46       | 14            |            |            |
| Дуглас Вакіїгурі                                                        | марафон, чоловіки              | Н/Д      | Н/Д | Н/Д        | Н/Д        | Н/Д        | Н/Д        | 2:19:38       | 36            |            |            |
| Ерік Кетер                                                              | 400 м з бар'єрами, чоловіки    | 48.28    | 1 Q | Н/Д        | Н/Д        | 49.01      | 6          | не пройшов    | не пройшов    |            |            |
| Барнабас Кіньор                                                         | 400 м з бар'єрами, чоловіки    | 48.90    | 3 q | Н/Д        | Н/Д        | 49.52      | 5          | не пройшов    | не пройшов    |            |            |
| Гідеон Єго                                                              | 400 м з бар'єрами, чоловіки    | 49.23    | 3   | Н/Д        | Н/Д        | не пройшов | не пройшов | не пройшов    | не пройшов    |            |            |
| Меттью Бірір                                                            | 3000 м з перешкодами, чоловіки | 8:23,22  | 1 Q | Н/Д        | Н/Д        | 8:25.55    | 1 Q        | 8:08.84       | 1             |            |            |
| Патрік Санг                                                             | 3000 м з перешкодами, чоловіки | 8:27.01  | 1 Q | Н/Д        | Н/Д        | 8:26.46    | 3 Q        | 8:09.55       | 2             |            |            |
| Вільям Мутуол                                                           | 3000 м з перешкодами, чоловіки | 8:26.23  | 1 Q | Н/Д        | Н/Д        | 8:19.83    | 1 Q        | 8:10.74       | 3             |            |            |
| Девід Кітур Самсон Кітур Симеон Кіпкембої Саймон Кембої Абеднего Матілу | естафета 4 × 400 м, чоловіки   | 2:59.63  | 3 q | Н/Д        | Н/Д        | Н/Д        | Н/Д        | не фінішували | не фінішували |            |            |
| Гледіс Вамую                                                            | 800 м, жінки                   | 2:03.01  | 6   | Н/Д        | Н/Д        | Н/Д        | Н/Д        | не пройшла    | не пройшла    | не пройшла | не пройшла |
| Сюзан Сірма                                                             | 1500 м, жінки                  | 4:17.73  | 10  | Н/Д        | Н/Д        | Н/Д        | Н/Д        | не пройшла    | не пройшла    | не пройшла | не пройшла |
| Естер Кіплагат                                                          | 3000 м, жінки                  | 8:44.97  | 7   | Н/Д        | Н/Д        | Н/Д        | Н/Д        | не пройшла    | не пройшла    | не пройшла | не пройшла |
| Полін Конга                                                             | 3000 м, жінки                  | 9:02.79  | 8   | Н/Д        | Н/Д        | Н/Д        | Н/Д        | не пройшла    | не пройшла    | не пройшла | не пройшла |
| Джейн Нгото                                                             | 3000 м, жінки                  | 9:00.96  | 8   | Н/Д        | Н/Д        | Н/Д        | Н/Д        | не пройшла    | не пройшла    | не пройшла | не пройшла |
| Лідія Черомеї                                                           | 10000 м, жінки                 | 33:34.05 | 14  | Н/Д        | Н/Д        | Н/Д        | Н/Д        | не пройшла    | не пройшла    | не пройшла | не пройшла |
| Геллен Кімаійо                                                          | 10000 м, жінки                 | 31:58.63 | 1   | Н/Д        | Н/Д        | Н/Д        | Н/Д        | 31:38.91      | 9             |            |            |
| Тегла Лорупе                                                            | 10000 м, жінки                 | 32:34.07 | 7   | Н/Д        | Н/Д        | Н/Д        | Н/Д        | 32:53.09      | 17            |            |            |
| Паскалін Вангуї                                                         | марафон, жінки                 | 56.18    | 4   | Н/Д        | Н/Д        | Н/Д        | Н/Д        | не пройшла    | не пройшла    | не пройшла | не пройшла |

Польові дисципліни
| Спортсмен      | Дисципліна                  | Кваліфікація | Кваліфікація | Фінал      | Фінал      |
| Спортсмен      | Дисципліна                  | Результат    | Місце        | Результат  | Місце      |
| -------------- | --------------------------- | ------------ | ------------ | ---------- | ---------- |
| Бенджамін Коеч | стрибки у довжину, чоловіки | 7.44         | 14           | не пройшов | не пройшов |
| Джеймс Сабулеї | стрибки у довжину, чоловіки | 7.50         | 18           | не пройшов | не пройшов |

## Стрільба
| Спортсмен      | Дисципліна                            | Кваліфікація | Кваліфікація | Фінал      | Фінал      | Місце |
| Спортсмен      | Дисципліна                            | Результат    | Місце        | Результат  | Місце      | Місце |
| -------------- | ------------------------------------- | ------------ | ------------ | ---------- | ---------- | ----- |
| Шуаїб Адам     | пневматичний пістолет, 10 м, чоловіки | 541          | 45           | не пройшов | не пройшов | 45    |
| Шуаїб Адам     | пістолет, 50 м, чоловіки              | 484          | 44           | не пройшов | не пройшов | 44    |
| Сатіндер Сегмі | гвинтівка лежачи, 50 м, чоловіки      | 579          | 52           | не пройшов | не пройшов | 52    |